# Achnophora
Achnophora je biljni rod s jedinom rijetkom vrstom, endemom A. tatei, koja raste samo na otoku Kangaroo Island u australskoj državi Južna Australija.
Pripada porodici zvjezdanovki. Nalik je tratinčici i lokalno je poznata kao “tratinčica s otoka Kangaroo”.